# Kigeki (canción)
«Kigeki» (喜劇?  lit. Comedia) es una canción del cantautor japonés Gen Hoshino. Fue lanzada como sencillo de distribución exclusiva por JVCKenwood Victor Entertainment bajo su sello SPEEDSTAR RECORDS el 8 de abril de 2022. Esta canción fue escrita para ser usada como tema de cierre del anime Spy × Family.

## Antecedentes y lanzamiento
El 18 de marzo de 2022, se anunció que Gen Hoshino estaría a cargo del tema final de Spy × Family, y el 5 de abril de 2022 se lanzó como sencillo de edición limitada.